# Atlantic Beach (New York)
Pour les articles homonymes, voir Atlantic Beach.
Atlantic Beach est un village du comté de Nassau, dans l'État de New York, aux États-Unis,. En 2010, il comptait une population de 1 891 habitants.

## Démographie
Lors du recensement de 2010, le village comptait une population de 1 891 habitants.